# Bone Thugs-N-Harmony
Bone Thugs-N-Harmony ist eine US-amerikanische Hip-Hop-Gruppe. Die in Cleveland gegründete Crew besteht aus Krayzie, Layzie, Bizzy, Wish und Flesh-n-Bone.

## Geschichte
1992 begann die Gruppe als B.O.N.E. Enterpri$e öffentlich in Erscheinung zu treten. Sie produzierte das stark vom Old-School-Hip-Hop beeinflusste Album Faces of Death selbst. Die Gruppe versuchte schließlich einen Vertrag bei einem größeren Label zu bekommen und wandte sich an Eazy-E, den Inhaber von Ruthless Records. Nach längeren Verhandlungen erschien 1994 ihre erste EP Creepin on ah Come Up bei Ruthless. Die ausgekoppelten Singles Foe tha Luv of $ und Thuggish Ruggish Bone erreichten mehrfachen Platin-Status. Die EP selbst konnte sich auf dem zwölften Platz der Billboard-Charts platzieren. Von dieser Platte wurden insgesamt etwa zwei Millionen Exemplare verkauft.
1995 starb Eazy-E an den Folgen seiner AIDS-Erkrankung. Kurz danach veröffentlichte die Gruppe ihr zweites Album E. 1999 Eternal. Aus dem Album wurde unter anderem die Single Crossroads ausgekoppelt. Der dazugehörige Remix Tha Crossroads stand acht Wochen auf dem ersten Platz der Billboard-Charts. Das Album konnte ebenfalls die Topplatzierung in den Billboard-Charts erreichen. 1996 gewann Bone Thugs-N-Harmony den Grammy für die „Best Rap Performance by Duo or Group“.
Die Gruppe erreichte ihren Erfolg zum einen durch ihren originellen Stil aus harmonischem Soul-Gesang und sehr schnellen Raps. Ihre religiösen und spirituellen Texte fanden im US-amerikanischen Mainstream-Markt großen Anklang. Ermutigt durch den Erfolg und dem Beispiel vieler anderer erfolgreicher Rapper folgend, gründeten sie ein eigenes Label (Mo Thugs Records) um andere Künstler zu produzieren.
Bone Thugs-N-Harmony selbst veröffentlichte weiterhin bei Ruthless. Das Doppel-Album Art of War wurde von Eazy-Es Witwe Tomica Wright produziert. Jedes der vier Bandmitglieder hatte auf der Platte einen Solo-Track. Sie setzten ihren Stilmix aus harmonischen Liedern und aggressiven Raps fort. Als Gast auf dem Album trat Tupac Shakur auf. Die Single-Auskopplungen erreichten zwar immer noch Platin-Status (Look Into My Eyes) oder Gold (If I Could Teach The World) konnten aber nicht mehr an den überragenden finanziellen Erfolg des ersten Albums anknüpfen.
Aufgrund von Streitigkeiten mit Ruthless und der Arbeit am eigenen Label war die Crew in den folgenden Jahren nicht künstlerisch aktiv, sodass Gerüchte aufkamen, sie hätten sich getrennt. Ruthless veröffentlichte ein Best-of-Album The Collection Vol. 1, was den Gerüchten neue Nahrung verlieh.
Erst 2000 veröffentlichte die Gruppe eine neue Platte: BTNHResurrection erreichte den zweiten Platz der US-Charts und war auch international erfolgreich. Mo Thugs, das nach diversen internen Streitigkeiten mittlerweile im Alleinbesitz von Layzie Bone war, produzierte im Juni 2000 die dritte Platte: The Mothership.
Schließlich eskalierten die Probleme mit Ruthless. Die Gruppenmitglieder fühlten sich betrogen, kündigten den Vertrag mit dem Label kurzfristig und erstatteten Anzeige gegen das Unternehmen. Sie gründeten wieder gemeinsam eine neue Plattenfirma Bone Thug Records, scheiterten jedoch daran einen Vertriebspartner zu finden. So zogen sie die Anklage gegen Ruthless zurück, einigten sich mit Tomica Wright, und standen dort erneut unter Vertrag. Das 2002 erschienene Album Thug World Order erreichte nicht mehr die Erfolge früherer Veröffentlichungen. Flesh saß im Gefängnis und war auf dem Album nur über kurze übers Telefon aufgenommene Skits zu hören. Bizzy Bone hatte aufgrund der diversen Streitigkeiten Bone Thugs-N-Harmony verlassen.
2007 veröffentlichten Bone Thugs-N-Harmony (ohne Bizzy & Flesh) das Album Strength & Loyalty, welches bereits in der ersten Woche 119.000 Einheiten verkaufte. Die Gruppe erreichte damit Platz 2 der Billboard-Charts.
Am 13. Juli 2008 wurde Flesh-N-Bone aus dem Gefängnis entlassen und ist wieder zu Bone Thugs-N-Harmony zurückgekehrt. Genauso wie Bizzy Bone, der seine Streitigkeiten mit Krayzie Bone aus der Welt geschafft hat, ist er zurückgekehrt, um das Reunion-Album „Uni5: The Worlds Enemy“ aufzunehmen, an dem erstmals nach zehn Jahren wieder alle fünf Gruppenmitglieder beteiligt sind.

## Diskografie

### Studioalben
| Jahr | Titel                         | Höchstplatzierung, Gesamtwochen, AuszeichnungChartplatzierungen (Jahr, Titel, Platzierungen, Wochen, Auszeichnungen, Anmerkungen) | Höchstplatzierung, Gesamtwochen, AuszeichnungChartplatzierungen (Jahr, Titel, Platzierungen, Wochen, Auszeichnungen, Anmerkungen) | Höchstplatzierung, Gesamtwochen, AuszeichnungChartplatzierungen (Jahr, Titel, Platzierungen, Wochen, Auszeichnungen, Anmerkungen) | Höchstplatzierung, Gesamtwochen, AuszeichnungChartplatzierungen (Jahr, Titel, Platzierungen, Wochen, Auszeichnungen, Anmerkungen) | Anmerkungen                                                  |
| Jahr | Titel                         | DE | CH | UK | US | Anmerkungen                                                  |
| ---- | ----------------------------- | --- | --- | --- | --- | ------------------------------------------------------------ |
| 1993 | Faces of Death                | — | — | — | — | Erstveröffentlichung: 28. Mai 1993                           |
| 1995 | E. 1999 Eternal               | DE29 (14 Wo.)DE | CH34 (4 Wo.)CH | UK39 Gold · (5 Wo.)UK | US1 ×4Vierfachplatin · (104 Wo.)US                                                                                                | Erstveröffentlichung: 25. Juli 1995 Verkäufe: + 5.315.000    |
| 1997 | The Art of War                | DE38 (4 Wo.)DE | CH44 (1 Wo.)CH | UK42 (2 Wo.)UK | US1 ×4Vierfachplatin · (32 Wo.)US                                                                                                 | Erstveröffentlichung: 29. Juli 1997 Verkäufe: + 4.015.000    |
| 2000 | BTNHResurrection              | DE87 (1 Wo.)DE | — | — | US2 Platin · (28 Wo.)US | Erstveröffentlichung: 29. Februar 2000 Verkäufe: + 1.015.000 |
| 2002 | Thug World Order              | — | — | — | US12 (16 Wo.)US | Erstveröffentlichung: 29. Oktober 2002 Verkäufe: + 7.500     |
| 2006 | Thug Stories                  | — | — | — | US25 (4 Wo.)US | Erstveröffentlichung: 19. September 2006                     |
| 2007 | Strength & Loyalty            | — | — | — | US2 Gold · (20 Wo.)US | Erstveröffentlichung: 8. Mai 2007 Verkäufe: + 500.000        |
| 2010 | Uni5: The World’s Enemy       | — | — | — | US14 (4 Wo.)US | Erstveröffentlichung: 4. Mai 2010                            |
| 2013 | The Art of War: World War III | — | — | — | — | Erstveröffentlichung: 10. Dezember 2013                      |
| 2017 | New Waves                     | — | — | — | US181 (1 Wo.)US | Erstveröffentlichung: 23. Juni 2017                          |

### Kompilationen
| Jahr | Titel                  | Höchstplatzierung, Gesamtwochen, AuszeichnungChartsChartplatzierungen (Jahr, Titel, Platzierungen, Wochen, Auszeichnungen, Anmerkungen) | Anmerkungen                                                   |
| Jahr | Titel                  | US | Anmerkungen                                                   |
| ---- | ---------------------- | --- | ------------------------------------------------------------- |
| 1998 | The Collection, Vol. 1 | US32 Platin · (28 Wo.)US | Erstveröffentlichung: 24. November 1998 Verkäufe: + 1.000.000 |
| 2000 | The Collection, Vol. 2 | US41 (11 Wo.)US | Erstveröffentlichung: 14. November 2000                       |
| 2004 | Greatest Hits          | US95 Platin · (69 Wo.)US | Erstveröffentlichung: 16. November 2004 Verkäufe: + 1.000.000 |
| 2007 | T.H.U.G.S.             | US73 (2 Wo.)US | Erstveröffentlichung: 13. November 2007                       |
| 2013 | Lost Archives, Vol. 1  | — | Erstveröffentlichung: 25. Juni 2013                           |

### EPs
| Jahr | Titel                 | Höchstplatzierung, Gesamtwochen, AuszeichnungChartsChartplatzierungen (Jahr, Titel, Platzierungen, Wochen, Auszeichnungen, Anmerkungen) | Anmerkungen                                               |
| Jahr | Titel                 | US | Anmerkungen                                               |
| ---- | --------------------- | --- | --------------------------------------------------------- |
| 1994 | Creepin on ah Come Up | US12 ×4Vierfachplatin · (96 Wo.)US | Erstveröffentlichung: 21. Juni 1994 Verkäufe: + 2.000.000 |

### Singles (Auswahl)
| Jahr | Titel Album                                 | Höchstplatzierung, Gesamtwochen, AuszeichnungChartplatzierungen (Jahr, Titel, Album, Platzierungen, Wochen, Auszeichnungen, Anmerkungen) | Höchstplatzierung, Gesamtwochen, AuszeichnungChartplatzierungen (Jahr, Titel, Album, Platzierungen, Wochen, Auszeichnungen, Anmerkungen) | Höchstplatzierung, Gesamtwochen, AuszeichnungChartplatzierungen (Jahr, Titel, Album, Platzierungen, Wochen, Auszeichnungen, Anmerkungen) | Höchstplatzierung, Gesamtwochen, AuszeichnungChartplatzierungen (Jahr, Titel, Album, Platzierungen, Wochen, Auszeichnungen, Anmerkungen) | Höchstplatzierung, Gesamtwochen, AuszeichnungChartplatzierungen (Jahr, Titel, Album, Platzierungen, Wochen, Auszeichnungen, Anmerkungen) | Anmerkungen                                                                      |
| Jahr | Titel Album                                 | DE | AT | CH | UK | US | Anmerkungen                                                                      |
| ---- | ------------------------------------------- | --- | --- | --- | --- | --- | -------------------------------------------------------------------------------- |
| 1994 | Thuggish Ruggish Bone Creepin on ah Come Up | — | — | — | — | US22 Gold · (20 Wo.)US | Erstveröffentlichung: 20. April 1994 feat. Shatasha Williams Verkäufe: + 505.000 |
| 1995 | Foe tha Love of $ Creepin on ah Come Up     | — | — | — | — | US41 (14 Wo.)US | Erstveröffentlichung: 14. Februar 1995 feat. Eazy-E                              |
| 1995 | 1st of tha Month E. 1999 Eternal            | — | — | — | UK15 (11 Wo.)UK | US14 Gold · (20 Wo.)US | Erstveröffentlichung: 15. August 1995 Verkäufe: + 500.000                        |
| 1995 | East 1999 E. 1999 Eternal                   | — | — | — | — | US62 (13 Wo.)US | Erstveröffentlichung: 21. November 1995 Verkäufe: + 5.000                        |
| 1996 | Tha Crossroads E. 1999 Eternal              | DE15 (18 Wo.)DE | AT34 (3 Wo.)AT | CH19 (15 Wo.)CH | UK8 Silber · (11 Wo.)UK | US1 ×2Doppelplatin · (20 Wo.)US | Erstveröffentlichung: 23. April 1996 Verkäufe: + 2.295.000                       |
| 1997 | Days of Our Livez Set It Off Soundtrack     | — | — | — | UK37 (2 Wo.)UK | — | Erstveröffentlichung: 27. Januar 1997 Verkäufe: + 5.000                          |
| 1997 | Look into My Eyes The Art of War            | — | — | — | UK16 (3 Wo.)UK | US4 Platin · (20 Wo.)US | Erstveröffentlichung: 2. Mai 1997 Verkäufe: + 1.005.000                          |
| 1997 | If I Could Teach the World The Art of War   | — | — | — | — | US27 Gold · (20 Wo.)US | Erstveröffentlichung: 30. September 1997 Verkäufe: + 505.000                     |
| 2003 | Home Thug World Order                       | — | — | CH85 (1 Wo.)CH | UK19 (5 Wo.)UK | — | Erstveröffentlichung: 8. Mai 2003 feat. Phil Collins                             |
| 2007 | I Tried Strength & Loyalty                  | — | — | — | UK69 (3 Wo.)UK | US6 Platin (Mastertone) · (18 Wo.)US | Erstveröffentlichung: 12. Februar 2007 feat. Akon; Verkäufe: + 1.090.000         |

## Auszeichnungen für Musikverkäufe
| Goldene Schallplatte - Australien - 1996: für die Single Tha Crossroads - Kanada - 1997: für das Album The Art of War - Neuseeland - 1996: für die Single East 1999 - 1996: für die Single Thuggish Ruggish Bone - 1997: für die Single Days of Our Livez - 1997: für die Single Look into My Eyes - 1998: für die Single If I Could Teach the World - 2002: für das Album Thug World Order - Vereinigte Staaten - 2006: für das Videoalbum Greatest Video Hits | Platin-Schallplatte - Brasilien - 2024: für die Single I Tried - Kanada - 1996: für das Album E. 1999 Eternal - Neuseeland - 1996: für das Album E. 1999 Eternal - 1997: für das Album The Art of War - 2000: für das Album BTNHResurrection - 2025: für die Single I Tried 2× Platin-Schallplatte - Neuseeland - 2024: für die Single Tha Crossroads |

Anmerkung: Auszeichnungen in Ländern aus den Charttabellen bzw. Chartboxen sind in ebendiesen zu finden.
| Land/RegionAuszeichnungen für Musikverkäufe (Land/Region, Auszeichnungen, Verkäufe, Quellen) | Silber  | Gold       | Platin       | Verkäufe   | Quellen                       |
| -------------------------------------------------------------------------------------------- | ------- | ---------- | ------------ | ---------- | ----------------------------- |
| Australien (ARIA)                                                                            | —       | Gold1      | —            | 35.000     | aria.com.au                   |
| Brasilien (PMB)                                                                              | —       | —          | Platin1      | 60.000     | pro-musicabr.org.br           |
| Kanada (MC)                                                                                  | —       | Gold1      | Platin1      | 150.000    | musiccanada.com               |
| Neuseeland (RMNZ)                                                                            | —       | 6× Gold6   | 6× Platin6   | 175.000    | aotearoamusiccharts.co.nz NZ2 |
| Vereinigte Staaten (RIAA)                                                                    | —       | 5× Gold5   | 19× Platin19 | 19.050.000 | riaa.com                      |
| Vereinigtes Königreich (BPI)                                                                 | Silber1 | Gold1      | —            | 300.000    | bpi.co.uk                     |
| Insgesamt                                                                                    | Silber1 | 14× Gold14 | 27× Platin27 |            |                               |